# Megalodontes panzeri
Megalodontes panzeri is een vliesvleugelig insect uit de familie van de Megalodontesidae. De wetenschappelijke naam van de soort is voor het eerst geldig gepubliceerd in 1817 door Leach.